# Gran Alianza Nacional
Gran Alianza Nacional (GANA) fue un partido político de Guatemala. Surge en el 2003 como Partido Solidaridad Nacional (PSN), dicho partido formó parte de la coalición Gran Alianza Nacional junto al Partido Patriota, el Movimiento Reformador y el Movimiento 17 (M-17). Dicha coalición promovió la candidatura presidencial de Óscar Berger para las elecciones generales de Guatemala de 2003. Fue cancelado por el Tribunal Supremo Electoral el 28 de septiembre de 2018.

## Historia
Fue fundado como Partido Solidaridad Nacional el 30 de agosto de 2002, siendo el segundo de cuatro partidos que comenzaron a crearse a principios de 2000. Debido a su reciente creación y a su poca afluencia de afiliados decidió ser parte de la coalición Gran Alianza Nacional.

### Elecciones de 2003
Forma parte de la Gran Alianza Nacional, junto al Partido Patriota (PP), el Movimiento Reformador (MR), el Movimiento 17 (M-17) y dicho partido. Ambos partidos eligieron a Óscar Berger y Eduardo Stein como el binomio presidencial de esta coalición. Oscar Berger gana las elecciones presidenciales de 2003 con un total de 1.235.303 votos los cuales representaron un 54.1% del total del electorado.
Forma parte del bloque oficialista en el Congreso de la República junto a los demás partidos de la coalición Gran Alianza Nacional.
En 2005, el Partido Patriota se retira de la coalición por diferencias políticas e ideológicas. El Partido Solidaridad Nacional también anunció su retiro de la misma, llevando a su disolución de la coalición cuando el Movimiento Reformador fue el último partido en retirarse.
El 26 de junio de 2005 cambió su nombre a Gran Alianza Nacional (GANA).

### Elecciones de 2007
Ahora como partido Gran Alianza Nacional, en la Asamblea Extraordinaria de 2006, Manuel Eduardo González Castillo, Secretario de Coordinación Ejecutiva de la Presidencia de la República, fue mencionado como el principal candidato presidencial para las elecciones generales de 2007. A mediados de 2006 se presentaron otras dos nuevas precandidaturas, la de Álvaro Aguilar, quien ejercía como Ministro de Agricultura desde enero de 2004, y en julio se presentó la de Rigoberto Quemé Chay, un dirigente indígena, quien había sido alcalde de Quetzaltenango.
Fue en la Asamblea General de 2007, en la cual el médico Alejandro Giammattei fue proclamado candidato presidencial por este partido.
En las elecciones generales de septiembre de 2007 la GANA salió fortalecida, ya que ganó 37 diputaciones convirtiéndose así en el único partido político en la historia democrática que después de hacer gobierno se fortalece en el Congreso, ganando el tercer lugar con el 17% de los votos y la mayor cantidad de alcaldías siendo 77 ganadas en total.
Sin embargo, por diferencias entre algunos diputados reelectos y unos de nuevo ingreso respecto a una votación polémica sobre la indemnización de los diputados del Congreso, la bancada se dividió y se redujo a 24 quedando como la tercera fuerza del Congreso.

### Elecciones de 2011
Para las elecciones presidenciales de septiembre de 2011 la GANA entró en una coalición política con el partido UNE, nombrando a Sandra Torres Casanova como candidata presidencial y a Roberto Díaz-Durán para la vicepresidencia. Sandra Torres, la ex primera dama de Guatemala, se divorció de mutuo acuerdo del presidente guatemalteco Álvaro Colom en abril de 2011 ante la prohibición constitucional que le impedía aspirar a la presidencia por el parentesco que la unía al mandatario, siendo esto insuficiente, ya que la Corte de Constitucionalidad resolvió que la prohibición le era impuesta desde que su esposo tomara posesión del cargo y le sería retirada hasta que el mismo terminara su periodo. Es la primera vez en la historia del país que el partido oficial no tiene candidato presidencial.
La Coalición UNE-GANA obtuvo 48 escaños 9 eran de la UNE, 94 alcaldías pertenecientes a la coalición ,3 de la GANA y 22 de la UNE además de 6 diputados al Parlamento Centroamericano.
La alianza entre la Unidad Nacional de la Esperanza (UNE) y la Gran Alianza Nacional (GANA) llegó a su fin, el 29 de octubre de 2011.Para las elecciones generales de Guatemala de 2015.No participó ya que el secretario general Jaime Martínez decidió guardar la ficha y participar con el partido Libertad Democrática Renovada (LIDER)

## Resultados electorales

### Presidenciales
| Año electoral | Candidato            | 1.ª vuelta     | 1.ª vuelta  | 2.ª vuelta     | 2.ª vuelta |
| Año electoral | Candidato            | Total de votos | Porcentaje  | Total de votos | Porcentaje |
| ------------- | -------------------- | -------------- | ----------- | -------------- | ---------- |
| 2003          | Óscar Berger         | 921.316        | 34,3% (1°)  | 1.235.303      | 45,9% (1°) |
| 2007          | Alejandro Giammattei | 555.017        | 17,23% (3°) |                |            |
| 2011          | Sandra Torres        | -              | -           |                |            |
| 2015          | Ninguno              | -              | -           |                |            |

#### Legislativos
| Comicios | Lista Nacional | Lista Nacional | Lista Nacional | Distrital | Distrital | Distrital | Total Escaños |
| 2003     | Votos          | %              | Escaños        | Votos     | %         | Escaños   | Total Escaños |
| -------- | -------------- | -------------- | -------------- | --------- | --------- | --------- | ------------- |
| 2003     | 620,121        | 25.8%          | 8/31           | 624,024   |           | 39/127    | 47/158        |
| 2007     | 522,480        |                | 6/31           | 552,976   | 24.4%     | 31/127    | 37/158        |
| 2011     | 985,610        |                | 8/31           | 794,755   |           | 31/127    | 39/158        |

##### Municipales
| Comicios | Votos     | %      | Alcaldes | Alcaldes en Coalición     |
| -------- | --------- | ------ | -------- | ------------------------- |
| 2003     | 567,087   | 22.90% | 0/331    | 76/331                    |
| 2007     | 712,242   | 23.19% | 78/332   | No participó en coalición |
| 2011     | 1,083,446 | 22.43% | 3/333    | 94/333                    |

###### Parlamento Centroamericano
| Año electoral | Votos   | %      | Escaños |
| ------------- | ------- | ------ | ------- |
| 2003          | 620,862 | 25.58% | 6/20    |
| 2011          | 975,286 | 22.31% | 6/20    |

## Presidentes de Guatemala por el partido PSN
Se muestra a continuación quién fue el presidente por este partido, bajo el nombre de Partido Solidaridad Nacional (PSN), antes de cambiar el nombre a GANA en 2005.
| Presidentes de Guatemala por el Partido de Solidaridad Nacional |
|                                                                 |
| Óscar Berger 2004-2008                                          |